# Willy Jäggi
Willy Jäggi is een voormalig Zwitsers voetballer.

## Carrière
Jäggi speelde gedurende zijn carrière voor de Zwitserse ploegen FC Solothurn, Servette FC Genève, Lausanne-Sport, FC Biel-Bienne, Urania Genève en La Chaux-de-Fonds. Hij kwam aan 21 wedstrijden waarin hij 11 keer scoorde voor Zwitserland. Met Zwitserland nam hij deel aan het WK 1934 in Italië. Hij nam ook deel met zijn land aan de Olympische Spelen in Amsterdam.

## Erelijst
- Lausanne-Sport
  - Zwitsers landskampioen: 1935, 1936
  - Zwitsers landskampioen topscorer: 1936
  - Zwitserse voetbalbeker: 1935, 1939
- Servette FC Genève
  - Zwitserse voetbalbeker: 1928